# HD 209458 b
För andra betydelser, se Osiris (olika betydelser).
Osiris (HD 209458b) är en exoplanet 150 ljusår från jorden. Den ligger vid stjärnan HD 209458 i stjärnbilden Pegasus. Den upptäcktes 1999 och senare har rymdteleskopet Hubble visat att kol och syre förekommer i atmosfären, då kol och syre blåser bort från planeten med solvinden.
Osiris diameter är 30 procent större än Jupiters, och kroppen har en massa 220 gånger större än jordens. Planeten har en omloppsbana med en radie på omkring sju miljoner kilometer, vilket motsvarar en åttondel av Merkurius bana runt Solen, och en omloppstid på 3,5 jorddygn. Temperaturen på planetytan antas ligga kring tusen grader Celsius. 
Den 10 april 2007 meddelade Travis Barman vid Lowell Observatory att planetens atmosfär innehåller vattenånga, men undersökningen av denna hypotes fortsätter.